# فرودگاه پاجالا
 فرودگاه پاجالا (به انگلیسی: Pajala Airport) یک فرودگاه همگانی با کد یاتا PJA است که یک باند فرود آسفالت دارد و طول باند آن ۲۳۰۰ متر است. این فرودگاه در کشور سوئد قرار دارد و در ارتفاع ۱۶۵ متری از سطح دریا واقع شده است.